# Alain Tanner
Alain Tanner (Genebra, 6 de dezembro de 1929 – 11 de setembro de 2022) foi um cineasta suíço.
Estudante de Economia, na Universidade de Genebra, onde em 1951, se associou ao cineclube criado por Claude Goretta. Após se licenciar, trabalhou como economista em várias empresas, acabando por se dedicar exclusivamente ao cinema.
Em 1955 trabalhou no British Film Institute e em 1957 rodou a sua primeira curta-metragem, Nice Time, premiada em Veneza. Entretanto mudou-se para França onde contactou com os nomes da Nouvelle Vague francesa, como Godard ou Robert Bresson. Voltou para a Suíça em 1960. Realizou mais de quarenta películas, entre longas-metragens e documentários televisivos. Em 1962 fundou a "Groupe Cinque", associação de jovens realizadores suíços. Charles, Dead or Alive (1969), venceu o Leopardo de Ouro no Festival de Locarno. Les années lumière (1981) foi premiado com o Grand Prix em Cannes e A Cidade Branca (1983), filmado em Lisboa, com produção de Paulo Branco e interpretações de actores portugueses como Teresa Madruga, recebeu o prémio César, em 1984, em Paris.
Foi membro dos júris dos festivais de Cannes (1972) e de Veneza (1983).

## Filmografia
- 1957: Piccadilly la nuit
- 1961: Ramuz, passage d'un poète
- 1962: L'école
- 1964: Les Apprentis
- 1966: Une ville à Chandigarth
- 1968: Docteur B, médecin de campagne
- 1969: Charles mort ou vif - Léopard d'or no Festival de Locarno
- 1971: La Salamandre
- 1973: Le Retour d'Afrique
- 1974: Le Milieu du monde - O Centro do Mundo
- 1976: Jonas qui aura 25 ans en l'an 2000
- 1978: Messidor
- 1981: Les années lumière - Grand Prix no Festival de Cannes 1981
- 1983: A Cidade Branca - César de melhor filme francófono
- 1985: No Man's Land
- 1987: Une flamme dans mon cœur
- 1987: La Vallée fantôme
- 1989: La Femme de Rose Hill
- 1991: L'Homme qui a perdu son ombre
- 1992: Le Journal de Lady M.
- 1995: Fourbi
- 1998: Requiem
- 1999: Jonas et Lila, à demain
- 2002: Fleur de sang
- 2004: Paul s'en va